# Eladio Viñuela
Eladio Viñuela Díaz (Ibahernando, 15 de febrero de 1937-Madrid, 9 de marzo de 1999) fue un químico y biólogo molecular español que tomó relevancia gracias a sus estudios del virus de la peste porcina africana (VPPA) y su demostración de que la peste porcina africana afectaba a los cerdos porque sus macrófagos poseían receptores específicos para el virus, de los que carecían los macrófagos de otras especies animales (1989), identificando la proteína de la superficie del virus que se une a la célula receptora y determinando la secuencia de nucleótidos del genoma viral (1995), con lo que se logró controlar y erradicar esa lacra, que estaba causando en Extremadura unos daños económicos muy importantes.

## Biografía
Estudió ciencias biológicas en la Universidad Complutense de Madrid, la cual abandonó por la de ciencias químicas. Realizó su tesis doctoral con Alberto Sols en el Centro de Investigaciones Biológicas (CIB) del Consejo Superior de Investigaciones Científicas (CSIC); que venía de trabajar en los Estados Unidos en el laboratorio de Severo Ochoa.
En estos años adquirió una excelente formación en biología molecular y conoció a su mujer, Margarita Salas, con la que se casó en 1963, y con la que compartió inquietudes científicas. Los recién casados se marcharon en 1964 al Departamento de la Escuela de Medicina de la Universidad de Nueva York, que dirigía Severo Ochoa, el cual los puso en diferentes grupos de investigación para que, de esa manera, aprendieran inglés.
Allí realizan trabajos muy importantes en el campo de la biología molecular. En este sentido, se pueden destacar las investigaciones que determinan que las proteínas en las bacterias inician su síntesis con el aminoácido formilmetionina, trabajo que publicó con su mujer margarita salas  y con Severo Ochoa.
Pero su trabajo más citado es la descripción de un método científico para determinar la masa molecular de las proteínas, según el cual esta correlaciona con la movilidad electroforética en geles de poliacrilamida.
A su vuelta a España, el matrimonio Viñuela-Salas decide que, teniendo en cuenta lo precario del sistema científico español del momento, lo más acertado sería trabajar en un sistema sencillo, por lo que inician el estudio profundo de la biología molecular del virus bacteriófago Φ29, que infecta a la bacteria del suelo Bacillus subtilis. Años después, Eladio deja sola a Margarita en la dirección de este tema de trabajo y se embarca en el estudio de un virus más complejo, el VPPA que hacía estragos en su Extremadura natal.
En 1974, junto con los profesores Antonio García-Bellido, Federico Mayor Zaragoza y David Vázquez Martínez, y el respaldo de Severo Ochoa, funda el Centro de Biología Molecular Severo Ochoa, convirtiéndose, con su esfuerzo, en una institución de excelencia en la investigación biológica.
En la escuela de los doctores Viñuela-Salas se han formado un gran número de científicos españoles, que hoy dirigen prestigiosos laboratorios, como Jesús Ávila de Grado, Luis Enjuanes, María Antonia Blasco Marhuenda, Manuel Serrano Marugán, Juan Ortín, Carlos López Otín, Luis Blanco, Margarita del Val, etc.
En 1991, Eladio Viñuela, junto con su mujer Margarita Salas y el belga Jean Marie Ghuysen, obtuvieron el Premio Carlos J. Finlay de la Unesco, que recompensa una contribución en el campo de la microbiología y sus aplicaciones. Los tres investigadores especialistas en genética molecular y biología celular.
Tras su fallecimiento, en 1999, el Gobierno extremeño le concedió la Medalla de Extremadura. Un año después (2000) se inauguró un edificio con su nombre en el campus de Badajoz de la Universidad de Extremadura.